# Château d'Alba-la-Romaine
 (juillet 2021).
Le château d'Alba est un ancien château fort dont l'origine remonte au XIe siècle, qui se dresse sur le territoire de la commune française d'Alba-la-Romaine dans le département de l'Ardèche, en région Auvergne-Rhône-Alpes.
L'édifice qui accueille au printemps, en été et en automne des expositions d'art contemporain et, l'été, des concerts, est inscrit au titre des monuments historiques.

## Toponymie
Le château d'Alba portait autrefois le nom de château d'Aps. Alba est, à l'origine, un site gaulois sous le nom d'*Alb qui signifie hauteur ou montagne. Sous la domination romaine, elle se nomme Alba Helviorum en latin officiel et Alpibus en latin vulgaire. Elle est la capitale de la province d'Helvie. Au Moyen Âge, son nom se change en Aps. C'est à partir de 1903 qu'elle prend le nom d'Alba.

## Localisation
Le château est situé sur la commune d'Alba-la-Romaine qu'il domine, dans le département français de l'Ardèche.

## Historique
Même s’il affiche des allures de château fort — son premier donjon est du XIe siècle — le château fut restauré et transformé au XVIIe siècle par George de La Beaume de Suze. Anciennes portes, échauguettes et tours ont gardé le souvenir des remparts médiévaux.
Avec sa silhouette de grosse bastide méridionale, il domine le village du haut de ses trois étages. Il cumule à l'époque les fonctions militaire, de prestige et de résidence, au-dessus de ses remparts dominant les rives de l'Escoutay et le bourg. Pendant les guerres de Religion, les églises sont détruites et, à la Révolution, c'est au tour des châteaux d'être saccagés et vendus.

### Époque romaine
Sous la domination romaine du Ier au IIIe siècle, la ville d'Alba s'étale dans la plaine, au nord de la rivière de l'Escoutay. Au Ve siècle, l'insécurité, due aux invasions barbares, dépeuple la cité. L'évêque, qui séjournait jusque-là à Alba, s'installe à Viviers.

### Moyen Âge
Au XIe siècle, les évêques de Viviers construisent le donjon sur un dyke volcanique surplombant toute la plaine, car ils craignent l'invasion des barbares. La population se regroupe autour de ce donjon en formant le premier castrum[Information douteuse].

### Du Moyen Âge à la Révolution
Différentes seigneuries se sont succédé au château d'Alba et, à travers lesquelles, on peut observer son évolution.

#### La famille d'Aps, alias d'Achas

Armoiries de la Famille d'Aps qui se lisent d'argent à la tour crénelée d'azur maçonnée de sable.

Aujourd'hui, dans l'état actuel de la recherche, on connait peu de choses sur la Famille d'Aps. Elle possède la seigneurie d'Aps depuis le XIe siècle. On sait que c'est une baronnie grâce à l'hommage d'un membre de cette famille à l'évêque de Viviers, Arnaud de Vogüé, en 1250.
Parmi ces représentants, on connaît Ermengard d'Aps qui est, en 1187, grand maître de l'ordre de Saint-Jean de Jérusalem.
Cette famille serait aujourd'hui éteinte.

#### La famille des Deux-Chiens, alias Douchanes

Armoiries
des Douchanes (Deux-Chiens).

En latin, le nom se dit de duobus canibu. La famille d'Aps et la famille des Deux-Chiens se partageaient le seigneurie d'Aps. Chaque évêque de Viviers offrait deux chiens (des lévriers) au seigneur des Deux-Chiens.
Généalogie de la famille des Deux-Chiens :
- Pons I des Deux-Chiens marié à Bronne de Verfeuil ;
- Pons II des Deux-Chiens marié à Gaufride de Chamaret ;
- Blonde des Deux-Chiens (nièce des précédents) mariée à Giraud Adhémar de la branche de Grignan.

Après la fête de Pentecôte de 1267, Pons II des Deux-Chiens fait un appel au roi de France, Saint Louis, afin d'être sous sa protection : c'est le rattachement de la seigneurie d'Aps au royaume de France. En 1281, il accorde une charte aux habitants d'Aps. Pons II des Deux-Chiens meurt avant 1290 sans héritier direct. La seigneurie d'Aps revient donc à sa nièce, Blonde des Deux-Chiens.

#### La famille des Adhémar de Grignan

Armoiries de la famille des Adhémar qui de se lisent d'or à trois bandes d'azur.

La seigneurie d'Aps échoue à la famille des Adhémar de Grignan à la suite du mariage, vers 1272, de Blonde des Deux-Chiens avec Giraud Adhémar de Grignan.
Cette famille règne de 1290 à 1568. C'est à elle que le château appartiendra le plus longtemps. Le château est, à cette époque, un donjon carré construit sur le dyke volcanique d'Aps. Les Adhémar continuent l'œuvre entreprise par la famille des Deux-Chiens. Mais à la mort de Louis Adhémar en 1568, la famille s'éteint.

#### La famille de La Beaume de Suze
La famille de La Beaume de Suze règne de 1612 à 1668. La baronnie d'Aps revient en 1612 à Georges de La Beaume de Suze après de longues rivalités familiales qui dureront quarante ans. C'est à cette famille que l'on doit l'aspect actuel du château avec la construction de l'extension dite du château neuf. En 1668, François de La Beaume de Suze vend le château d'Aps à la famille de Montagut.

#### La famille de Montagut
La famille de Montagut règne de 1668 à 1793. Cette grande famille à ascendance royale vit à Versailles et ne se préoccupe guère du château d'Aps.

### Révolution
Dix ans avant la Révolution, le château est assiégé par la population : il est vidé, les meubles sont vendus et la bibliothèque brûlée sur la place. Il est ensuite divisé en sept lots qui seront achetés par différentes personnes. Par la suite les ailes nord et sud de l'édifice s'effondre.

### Époque moderne
En 1880, le docteur Gaillard, un enfant du pays, achète le château. Il a son cabinet à Lyon et il a fait fortune avec son remède contre les hernies. Il aménage tout le premier étage du château et au rez-de-chaussée, il coupe la cuisine médiévale en deux pour créer sa salle à manger qui est désormais le salon vert. Il y fait poser un magnifique parquet ainsi que dans la salle de danse.

## Chronologie
- 475 : la cité antique, Alba Helvorium, est abandonnée par ses habitants à la suite du transfert du siège épiscopal décidé par les évêques de Viviers. Les vignes recouvrent la cité pendant six siècles et la cité sert de carrière où l’on récupère des pierres calcaires déjà taillées.
- XIe siècle : construction du donjon carré sur un dyke volcanique autour duquel la population se regroupe formant le premier castrum. Par la suite, il deviendra un château fort et l’aspect actuel date du XVIIe siècle, époque de la renaissance tardive.
- 1240 : Fortification des enceintes médiévales d’Aps et de La Roche d’Aps. Aps était une baronnie.
- 1267 : Pons II de Deux Chiens se rallie à la couronne de France. À la suite du mariage entre Blonde de Deux Chiens et Giraud d’Adhémar, seigneur de Grignan, la seigneurie d’Aps appartient à la famille Adhémar.
- 1290-1568 : les Adhémar (Giraud d’Adhémar de père en fils) règnent en tant que barons d’Aps et co-seigneur de La Roche d’Aps avec la famille Du Teil (barons du Teil).
- 1612-1668 : famille de La Beaume de Suze règne. C’est à cette famille que l’on doit l’aspect actuel du château.
- 1668-1793 : famille de Montagut.
- 1779 : les habitants d’Aps refusent de s’acquitter de certaines redevances. Le château devient un bien national.
- Le 10 août 1789 le château est saccagé. Le dernier comte d’Aps fut Charles-Laure de Montagut.
- 1834 : branche des Montagut s’éteint.
- 1880 : le docteur Gaillard entreprend des restaurations, les propriétaires se succèdent jusqu’en 1974.
- 1939 : l'édifice est inscrit au titre des monuments historiques.
- 1974 : le docteur Magdeleine Frimat rachète le château et entreprend des restaurations, ouvre le château au public, organise des expositions tous les étés et accueille spectacles et séminaires, aujourd’hui ses enfants continuent son œuvre. La restauration est menée avec l’aide des monuments historiques, le château étant inscrit.

## Description
Le château qui a été construit au XVe siècle et subi de profondes transformations à la Renaissance conjugue les fonctions militaires, de prestige et résidentiel.
Le premier donjon datant du XIe siècle est visible du parc.
Les parties ouvertes à la visite sont : les extérieurs, deux étages meublés et la cave, et l'été il abrite une grande exposition d'art contemporain, des concerts et du théâtre.

## Protection
Le château est inscrit au titre des monuments historiques par arrêté du 27 décembre 1939.